# Teorias conspiratórias sobre os ataques de 11 de setembro de 2001

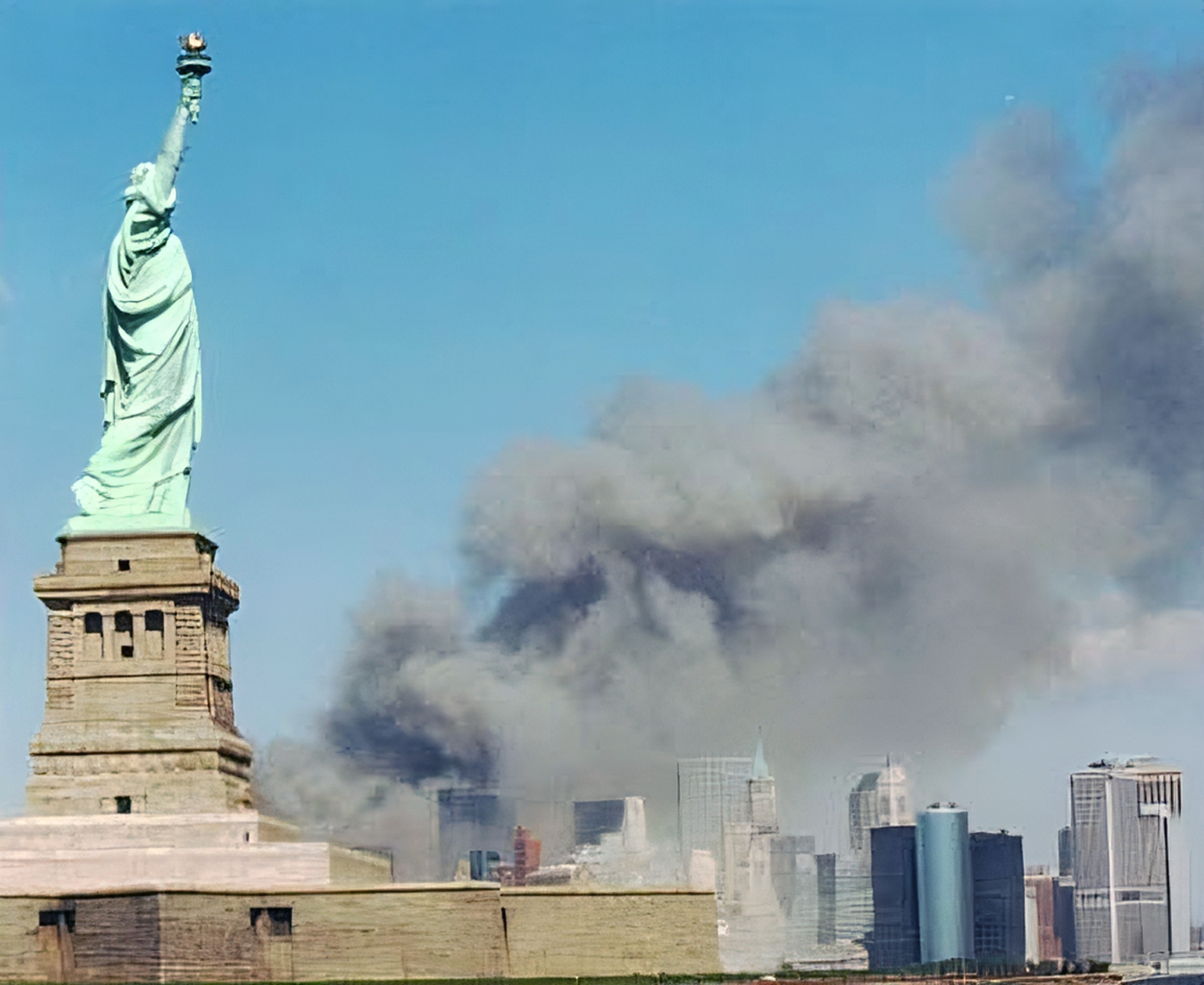
A fumaça sobe do local onde se erguia o WTC, em 11 de setembro de 2001.

As teorias conspiratórias sobre os ataques de 11 de setembro de 2001 questionam a versão amplamente aceita de que os atentados foram perpetrados apenas pela al-Qaeda, sem qualquer conhecimento prévio detalhado por parte de qualquer órgão do governo dos Estados Unidos. Os defensores dessas teorias conspiratórias alegam que existem contradições nas conclusões oficiais ou que provas foram esquecidas. Em uma pesquisa global feita em 2008 com 16 063 pessoas de 17 países, em apenas nove deles a maioria das pessoas acreditam que a al-Qaeda está por trás dos ataques. 15% dos entrevistados acreditam que a al-Qaeda foi a responsável pelos ataques, 46% acreditam que o governo dos Estados Unidos foi o responsável, 7% acreditam que o governo de Israel foi o autor dos ataques e outros 7% acreditam em algum outro responsável, que não seja a al-Qaeda. A pesquisa constatou que os entrevistados do Oriente Médio estavam especialmente propensos a citar um responsável que não fosse a al-Qaeda.
A teoria da conspiração mais importante é a de que o colapso estrutural das Torres Gêmeas e do World Trade Center 7 foi o resultado de uma demolição controlada, ao invés de uma falha estrutural devido ao impacto e ao incêndio posterior. Outra teoria de destaque é a de que o Pentágono foi atingido por um míssil lançado por um grupos ou pessoas de dentro do governo dos Estados Unidos, ou que um avião comercial foi autorizado a fazê-lo através de um acobertamento eficaz pelas forças armadas americanas. Entre os possíveis motivos alegados pelos teóricos da conspiração para tal ações estão justificar as invasões do Afeganistão e do Iraque, bem como interesses geoestratégicos no Oriente Médio, tais como planos de dutos lançados no início de 1990 pela Unocal e por outras empresas petrolíferas. Outras teorias conspiratórias citam autoridades que tinham conhecimento prévio dos ataques e o ignoraram deliberadamente ou ajudaram os terroristas.
O Instituto Nacional de Padrões e Tecnologia (NIST) e a revista de tecnologia Popular Mechanics investigaram e rejeitaram as alegações das teorias conspiratórias sobre o 11 de setembro. A comunidade de engenharia civil reconhece que os impactos dos aviões a jato em alta velocidade combinado com os incêndios que se seguiram, e não uma demolição controlada, levaram ao colapso das Torres Gêmeas. Esta também foi a conclusão da Comissão do 11 de Setembro, presidido pelo governador Thomas Kean.

## Histórico e recepção

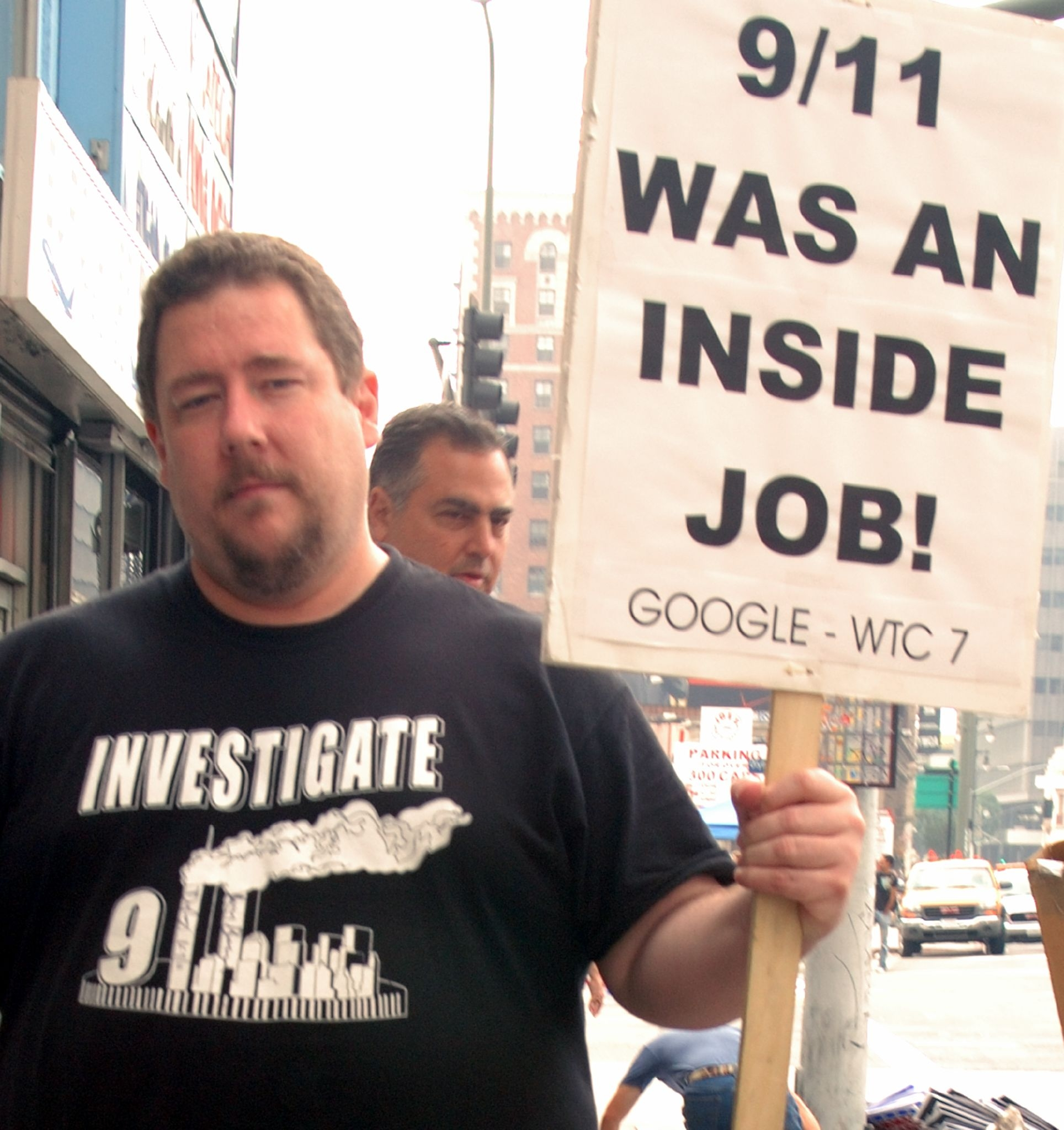
Manifestante do 9/11 Truth Movement em Los Angeles em 2007 com uma placa escrita “O 11/09 foi um trabalho interno”

Desde os ataques de 11 de Setembro de 2001, vários websites, livros e filmes têm desafiado o relato oficial dos acontecimentos. Embora a mídia tradicional afirme que a al-Qaeda conspirou para efetuar os ataques ao World Trade Center e ao Pentágono, as teorias conspiratórias sobre o 11/9 asseguram que os relatos oficiais são imprecisos ou incompletos. Muitos grupos e indivíduos que desafiam o relato oficial (frequentemente citado como "OCT", ou Official Conspiracy Theory, "Teoria da Conspiração Oficial", termo cunhado pelo Dr. David Ray Griffin) identificam-se como parte do 9/11 Truth Movement.
Inicialmente, as teorias conspiratórias sobre o 11/9 despertaram pouca atenção na mídia. Em um discurso nas Nações Unidas em 10 de novembro de 2001, o presidente dos Estados Unidos, George W. Bush, denunciou o surgimento de "ultrajantes teorias conspiratórias ... que tentam tirar a culpa dos terroristas, afastá-los dos culpados." Posteriormente, a medida em que aumentou a exposição na mídia das teorias conspiratórias sobre os eventos de 11/9, as agências governamentais estadunidenses e a administração Bush emitiram respostas para as teorias, incluindo uma análise formal pelo National Institute of Standards and Technology (NIST) das questões sobre o desabamento do World Trade Center, uma página do Departamento de Estado revisada em 2006 para ridicularizar as teorias, e um documento estratégico que se referia ao presidente Bush num discurso em agosto de 2006, o qual declara que o terrorismo emerge de "subculturas de conspiração e desinformação" e que "terroristas recrutam com maior eficácia em populações cujas informações sobre o mundo são contaminadas por falsidades e corrompidas por teorias conspiratórias. As distorções mantém vivos os agravos e filtram os fa(c)tos que desafiariam preconceitos populares e propaganda interesseira."
Várias pesquisas de opinião sobre o 11/9 foram efetuadas para tentar estabelecer grosso modo, quantas pessoas duvidavam do relato oficial, e quão prevalentes são as teorias conspiratórias. Pouco antes do quinto aniversário dos ataques, a grande imprensa produziu uma série de artigos sobre o crescimento das teorias conspiratórias sobre 11/9. A Time Magazine declarou, "este não é um fenômeno periférico. É uma realidade política de primeiro nível." A cobertura da grande imprensa geralmente apresenta tais teorias como um fenômeno cultural e é frequentemente crítica quanto ao seu conteúdo.
Algumas das teorias da conspiração sobre o 11 de Setembro não envolvem estratégias de representação típicas de muitas teorias de conspiração, que estabelecem uma clara dicotomia entre o bem e o mal, ou culpados e inocentes. Ao contrário, elas utilizam gradações de negligência e cumplicidade. Matias Bröckers, um dos primeiros defensores de tais teorias, descarta a versão oficial dos ataques de 11 de setembro como sendo ela própria uma teoria da conspiração que visa "reduzir a complexidade, separar o que é confuso", e "explicar o inexplicável".
Pouco antes do quinto aniversário dos ataques, agências de notícias tradicionais lançaram uma enxurrada de artigos sobre o crescimento de teorias da conspiração do 11/9, com um artigo na Time afirmando que "Isso não é um fenômeno marginal. É uma realidade política mainstream. ". Várias pesquisas têm incluído perguntas sobre crenças relacionadas aos ataques de 11 de setembro. Uma agosto 2007, uma pesquisa encomendada pelo Zogby e comissionada pela 911Truth.org constatou que 63,6% dos americanos acreditam que os fundamentalistas árabes foram responsáveis pelo 11/9; 26,4% acreditam que "alguns elementos no governo dos EUA sabiam que os ataques estavam por vir, mas conscientemente, os deixaram prosseguir por várias razões políticas, militares e econômicas; "e 4,8% acreditam que" alguns elementos do governo dos EUA ativamente planejado ou assistido alguns aspectos dos ataques ". Em 2008, foi encabeçada a " maior lista de teoria da conspiração ", compilado pelo The Daily Telegraph. Um estudo conduzido pela jornalista Elizabeth Woodworth para o Center for Research on Globalization conclui que o aumento da presença na mídia reflete uma abordagem profissional melhor dentro do 9/11 Truth movimento.
Em 2010, o "Centro Internacional para Estudos do 11/9", conseguiu que divulgassem vídeos inéditos dos ataques e acontecimentos posteriores coletados pelo NIST. De acordo com o diário alemão Frankfurter Allgemeine Zeitung, os vídeos que foram publicados pouco antes do nono aniversário dos ataques de fornecer "novos insumos para os teóricos da conspiração". Muitos dos vídeos mostram imagens do World Trade Center 7, um arranha-céu nas proximidades das torres do WTC, que também desabou em 11 de setembro de 2001. Testemunhas relataram repetidamente explosões que acontecem antes do colapso de ambas as torres.

## Tipos de Teorias
As teorias conspiratórias mais proeminentes podem ser divididas em duas formas principais:
- "Deixou acontecer de propósito" - sugere que os indivíduos-chave dentro do governo tiveram pelo menos algum conhecimento prévio dos ataques e deliberadamente ignorou ou ativamente enfraqueceu as defesas dos EUA para garantir que os voos sequestrados não fossem interceptados.[11]
- "Fez isso acontecer de propósito" - que pessoas-chave dentro do governo planejaram os ataques e colaboraram com a al-Qaeda em realizá-las. Há uma gama de opiniões sobre como isso poderia ter sido alcançado.[3][11]

## Teorias

### Suspeita de negociações com informação privilegiada
Pouco antes do 11/9 havia uma quantidade "extraordinária" de opções de venda colocados no mercado de ações da United Airlines e American Airlines. As autoridades acreditavam, e alguns teóricos da conspiração continuam a manter, que traders com informação privilegiada (insider trading) podem ter sabido com antecedência dos acontecimentos de 11/9, colocando suas apostas em conformidade. Uma análise sobre a possibilidade de negociações com informação privilegiada em 11/9 conclui que:
Uma medida anormal de volume de vendas também foi examinado e visto estar em níveis anormalmente elevados nos dias que antecederam os ataques. Consequentemente, o trabalho conclui que há evidência de atividade incomum do mercado de opções nos dias que antecederam a 11 de setembro, que é consistente com os investidores negociando com conhecimento prévio dos ataques. Allen M. Poteshman, The Journal of Business
Nos dias que antecederam a 11/9, duas companhias aéreas viram um aumento em sua taxas de posições de venda de suas ações. Estas duas companhias foram United Airlines e American Airlines, as duas companhias aéreas cujos aviões foram sequestrados no 11/9. Entre 6 de setembro e 7, a Chicago Board Options Exchange viu compras de 4.744 contratos de opção de "put" na UAL contra 396 opções de compra. No dia 10 de setembro, mais negociação em Chicago viu a compra de 4.516 opções de venda na American Airlines, a outra companhia aérea envolvida nos sequestros. Isso se compara com apenas 748 opções de compra na América comprados naquele dia. Nenhuma outra companhia aérea viu anomalias em seu suas ações nos dias que antecederam os ataques. American Airlines no entanto, tinha acabado de lançar um importante alerta sobre possíveis perdas.
Companhias de seguros observaram atividades anômalos também. O Citigroup Inc., que estimou que a sua unidade de seguros Travelers pode pagar US$500 milhões em créditos do ataque ao World Trade Center, tinha cerca de 45 vezes o volume normal durante três dias de negociação antes do ataque para opções que lucrariam caso as ações caissem abaixo de US$40. As ações do Citigroup caíram 1,25 dólares no final das negociações para 38,09 dólares. A Morgan Stanley, que ocupava 22 andares do World Trade Center, tiveram uma atividade maior do que o normal nas negociações de opções pré-ataque que lucraram com a queda de preços de ações.
Raytheon, uma empresa de defesa, tinha um número anormalmente elevado de chamadas opções de negociação em 10 de setembro. A opção da Raytheon, que faria dinheiro se as ações fossem para mais de US$25 cada, tinha 232 opções de contratos negociados no dia antes dos ataques, quase seis vezes o número total de negócios que ocorreu antes daquele dia.

### Teoria da Força Aérea parada
Uma afirmação comum entre os teóricos da conspiração é que o Comando de Defesa Aeroespacial Norte-americano (NORAD) emitiu uma posição para baixar, ou deliberadamente atrasar a saída dos pilotos para permitir que os aviões sequestrados pudessem atingir seus objetivos sem interferências. De acordo com esta teoria, NORAD tinha a capacidade de localizar e interceptar aviões no 11/9, e sua incapacidade de fazer isso indica uma conspiração do governo para permitir que os ataques ocorressem. [72] O site imperadores-clothes.com argumenta que o Forças Armadas dos EUA não conseguiram fazer o seu trabalho. StandDown.net 's Mark R. Elsis diz: "Há somente uma explicação para isso .... Nossa Força Aérea foi condenada a Stand Down em 11/9".
Em setembro de 2001, o NORAD generais disseram que souberam dos sequestros em tempo para enviarem os caças. Mais tarde, o governo dos EUA divulgou fitas alegando mostrar que a Agência Federal de Aviação (FAA) não contou aos militares sobre os sequestros até que três dos quatro aviões tivessem caído, fato que indicaria que o FAA mentiram repetidamente para outras agências do governo dos Estados Unidos.
Phil Molé, da revista Skeptic, explicou que não é nem fácil nem rápido para localizar e interceptar um avião se comportando de forma irregular, e que os sequestradores desligaram ou desativado os transponders de radar de bordo. Sem estes sinais de transponder para identificar os aviões, os aviões desviados teriam sido apenas blips entre 4.500 outros blips em telas de radar do NORAD, tornando-os muito difícil de controlar.
De acordo com a Popular Mechanics, apenas 14 caças estavam em alerta nos 48 estados contíguos em 9/11. Não havia nenhum método automatizado para os controladores de tráfego aéreo civis alertarem a NORAD. Uma companhia aérea de passageiros não havia tido um aviao sequestrado por nenhum individuo (ou grupo) nos EUA desde 1979. "Eles tiveram que pegar o telefone e discar literalmente para nós", diz o Maj. Douglas Martin, diretor de assuntos públicos da NORAD. De acordo com a Popular Mechanics, apenas um avião civil foi interceptado na década anterior ao 11/9, que levou uma hora e 22 minutos.
Segundo o 'The Eleventh Day: The Full Story of 9/11 and Osama bin Laden', um livro sobre os ataques publicados em 2011, o aviso mais longo NORAD recebeu dos sequestros foi cerca de oito minutos para o American Airlines Flight 11, o primeiro voo sequestrado. A FAA alertou NORAD para o voo 175 sequestrados em praticamente o mesmo tempo que foi bater em torre sul do World Trade Center. A FAA notificou o NORAD dos desaparecidos - e não sequestrado - Voo 77 três minutos antes que atingiu o Pentágono. O NORAD nao recebeu nenhum aviso do sequestro do voo 93 da United até três minutos depois que tinha caiu na Pensilvânia.